# عرض الدمى
عرض الدمى (بالإنجليزية: The Muppet Show)‏ عرض أسبوعي تلفزيوني كوميدي، أسسه جيم هينسون (محرك عرائس، ورسام كارتون) ويظهر فيه الدمى المتحركة. نشأت السلسلة على شكل حلقتين تجريبيتين أنتجها هينسون لشبكة تلفزيون «ايه بي سي ABC» الأمريكية في عامي 1974 و 1975، بينما لم يتم دفع أي من الحلقتين إلى الأمام حيث رفضت سلسلة وشبكات أخرى في الولايات المتحدة مقترحات هينسون، أعرب المنتج البريطاني «لو جريد» عن اهتمامه بالمشروع ووافق على المشاركة في إنتاج الحلقات لشبكة تلفزيون «ايه تي في ATV» البريطانية. تم بث خمسة مواسم، يبلغ مجموع حلقاتها 120 حلقة على تلفزيون «أيه تي في»، وعلى محطات التلفزيون المستقلة البريطانية التابعة لتلفزيون «آي تي في». كان التوزيع المشترك في الولايات المتحدة من نصيب شركة «سي بي اس CBS» الأمريكية من 1976 إلى 1981. تم تسجيل البرنامج في استوديوهات الستريت الإنجليزية.

## محتوى البرنامج
يتم تقديم عرض الدمى المتحركة كعرض متنوع يضم اسكتشات متكررة وفقرات موسيقية يتخللها تسلسل أحداث تجري خلف الكواليس وفي مناطق أخرى من المكان، وفي هذا السياق، تعمل شخصية الدمية «كيرمت» الضفدع كمقدم العرض والمضيف، الذي يحاول الحفاظ على السيطرة على التصرفات الساحقة لشخصيات الدمى المتحركة الأخرى، بالإضافة إلى إرضاء اللائحة الدوارة للنجوم الضيوف. يُعرف برنامج «عرض الدمى» أيضًا بشخصياته المصممة بشكل فريد، وطبيعته الهزلية، والتهريج الجسدي، والفكاهة السخيفة أحيانًا، والمحاكاة الساخرة. عندما أصبح عرض الدمى شائعًا، كان العديد من المشاهير حريصين على الأداء مع الدمى المتحركة على التلفزيون وفي الأفلام اللاحقة.
يتألف طاقم محركي الدمى على مدار المسلسل من هينسون وأكثر من عشرة آخرين، عمل العديد منهم أيضًا في برنامج "شارع سمسم"، الذي ظهرت شخصياته بشكل متقطع في «عرض الدمى». عمل جاك بيرنز ككاتب رئيسي للموسم الأول، قبل أن يصبح جيري جول الكاتب الرئيسي للموسم الثاني. قام بالموسيقى جاك بارنيل وفرقته الموسيقية.

## الشخصيات الأساسية للدمى
الضفدع كيرميت – الآنسة بيجي - فوزي بير - جونزو (غريت جونزو) - رولف الكلب – سكوتر - بيبي ملك الروبيان - ريزو الفأر – والتر.

## الشخصيات الثانوية
د. تيث والفوضى الكهربائية - د. بنسن هوني – بيكر - سام ايجل - ستاتلر، والدورف - كاميلا الدجاجة - بوبو الدب - العم ديدلي.

## ضيوف العرض
لم يظهر أي نجم ضيف مرتين على الإطلاق في «عرض الدمى»، على الرغم من ظهور المغني الأمريكي الراحل مرتين في عروض خاصة: (جون دنفر والدمى المتحركة: عيد الميلاد معًا) و (جون دنفر والدمى المتحركة: روكي ماونتن هوليداي)، وظهر دادلي مور في عرض الدمى الخاص (الدمى المتحركة تذهب إلى السينما).
كان العديد من ضيوف المسلسل بالإضافة إلى ما سبق، قد ظهروا في أحد الأفلام المسرحية الثلاثة الأولى للدمى المتحركة، وفي الأصل، كان على المنتجين الاتصال بجهات الاتصال الشخصية الخاصة بهم لمناشدة ظهورهم، لا سيما بالنظر إلى أن القيام بذلك يتطلب رحلة خارجية إلى بريطانيا، ومع ذلك، تغير الوضع عندما عرض راقص الباليه الشهير رودولف نورييف الظهور؛ أنتج أدائه في هذا البرنامج التلفزيوني غير العادي الكثير من الدعاية المواتية لدرجة أن المسلسل أصبح من أكثر المسلسلات المرغوبة للعديد من المشاهير للظهور فيها. ظهر العديد من الممثلين في الحلقات، مثل ستيف مارتن، وهارفي كورمان، وريتا مورينو، ودوم ديلويز؛ بعض الممثلين المخضرمين المميزين مثل إثيل ميرمان، ودون نوتس، وفينسنت برايس؛ وبعض مطربي البوب المشهورين المميزين، بما في ذلك: التون جون، وليندا رونستات، وديانا روس، وليو ساير Leo Sayer الذي استخدم أغنيته «العرض لابد ان يستمر The Show Must Go On»، وقام بتغيير كلمات المقطع الثاني قليلاً، من «أتمنى أن أهدم جدران هذا المسرح» إلى «أتمنى أن أتمكن من هدم جدران مسرح الدمى». شارك بعض النجوم الضيوف، مثل نجم مونتي بايثون جون كليز، في كتابة الكثير من حلقاتهم. الحلقة الثانية إلى الأخيرة، في عام 1981، ظهر فيها ممثل جيمس بوند آنذاك روجر مور. ظهر مارك هاميل في حلقة واحدة بصفته هو نفسه ولوك سكاي ووكر، دوره في سلسلة أفلام حرب النجوم.

## الجوائز والترشيحات
- جائزة كوميديا رائعة (منوعات أو مسلسلات موسيقية) 1977: ترشح.[31][32]
- جائزة الكتابة المتميزة (مسلسل كوميدي أو مسلسل موسيقي) 1977: ترشح.[32]
- جائزة الأداء متميز (مستمر أو منفرد لممثلة مساعدة في منوعات أو موسيقى) 1977: فازت بها ريتا مورينو.[33]
- جائزة كوميديا رائعة (منوعات أو مسلسلات موسيقية) 1978: فوز[34]
- جائزة الإخراج المتميز (مسلسل كوميدي أو مسلسل موسيقي) 1978: ترشح[35]
- جائزة الكتابة المتميزة (مسلسل كوميدي أو مسلسل موسيقي) 1978: ترشح.[36]
- جائزة الأداء المتميز (مستمر أو منفرد لممثلة مساعدة في منوعات أو موسيقى) 1978: ترشح.[37]
- جائزة الكوميديا الرائعة (منوعات أو مسلسلات موسيقية) 1979: ترشح.[38]
- جائزة الكوميديا الرائعة (منوعات أو مسلسلات موسيقية) 1980: ترشح.[32]
- جائزة الإخراج المتميز (مسلسل كوميدي أو مسلسل موسيقي) 1980: ترشح.[39]
- جائزة الكتابة المتميزة (مسلسل كوميدي أو مسلسل موسيقي) 1980: ترشح.[32]
- جائزة تحرير شريط فيديو رائع لمسلسل 1980: فوز.[40]
- جائزة الإخراج الفني المتميز (عرض منوعات أو برنامج موسيقي) 1980: ترشح.[41]
- جائزة تصميم أزياء رائع لمسلسل 1980: ترشح.[42]
- جائزة الإنجاز الفردي المتميز (الحرف الفنية الإبداعية) 1980: ترشح.[43]
- جائزة كوميديا رائعة (منوعات أو مسلسلات موسيقية) 1981: ترشح.[44]
- جائزة الكتابة المتميزة (مسلسل كوميدي أو مسلسل موسيقي) 1981: فوز.[45]
- جائزة تحرير شريط فيديو رائع لمسلسل 1981: ترشح.[46]
- جائزة الإخراج الفني المتميز (عرض منوعات أو برنامج موسيقي) 1981: ترشح.[47]

## وصلات خارجية
- الموقع الرسمي
- The Muppet Show  في قاعدة بيانات الأفلام على الإنترنت (بالإنجليزية)
- The Jim Henson Works at the University of Maryland 70+ digital videos available to students, scholars and visitors at the University of Maryland (College Park, MD)